# Dicranopygium microcephalum
Dicranopygium microcephalum är en enhjärtbladig växtart som först beskrevs av Joseph Dalton Hooker, och fick sitt nu gällande namn av Gunnar Wilhelm Harling. Dicranopygium microcephalum ingår i släktet Dicranopygium och familjen Cyclanthaceae.
Artens utbredningsområde är Costa Rica. Inga underarter finns listade.

## Bildgalleri

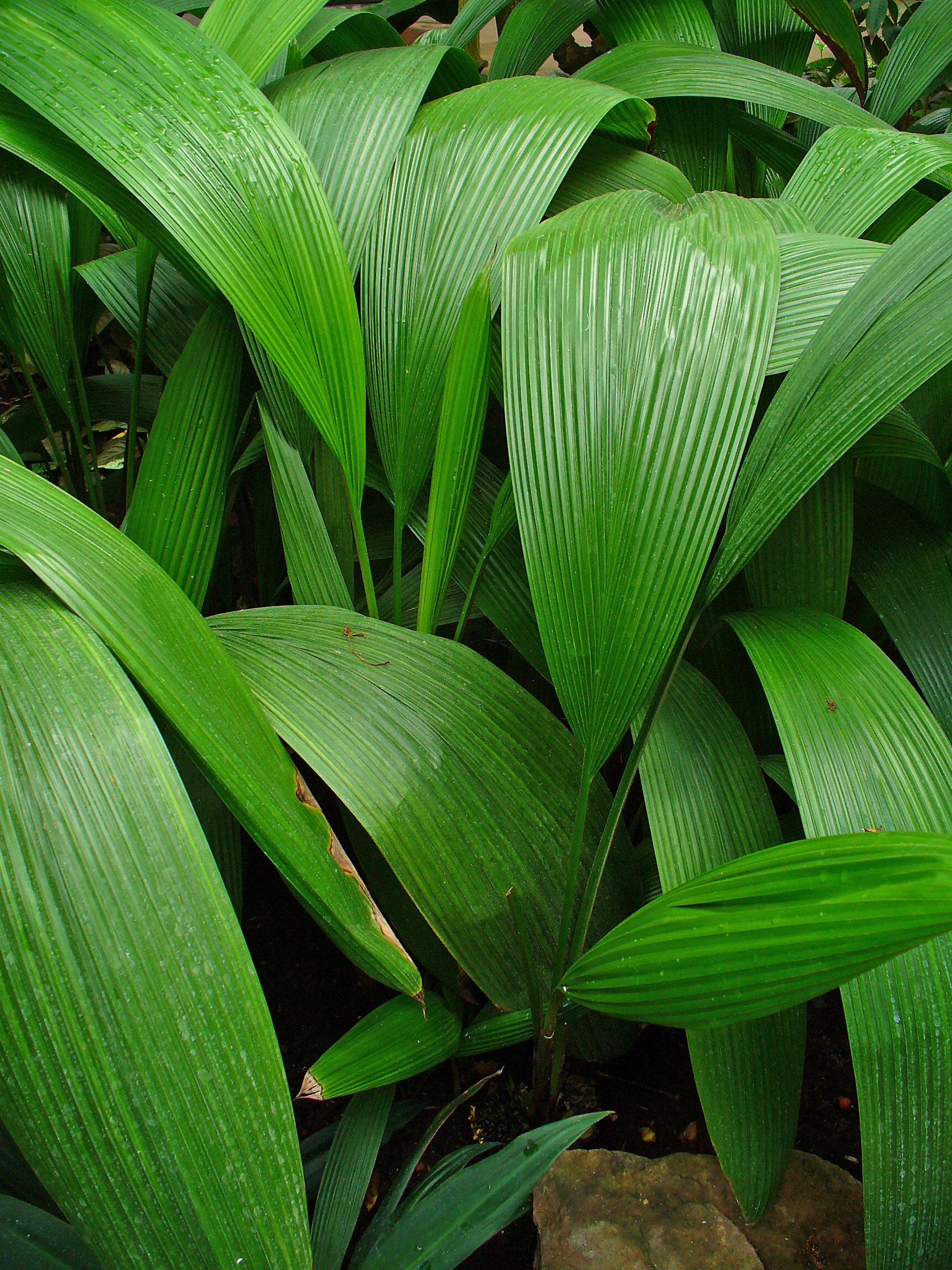
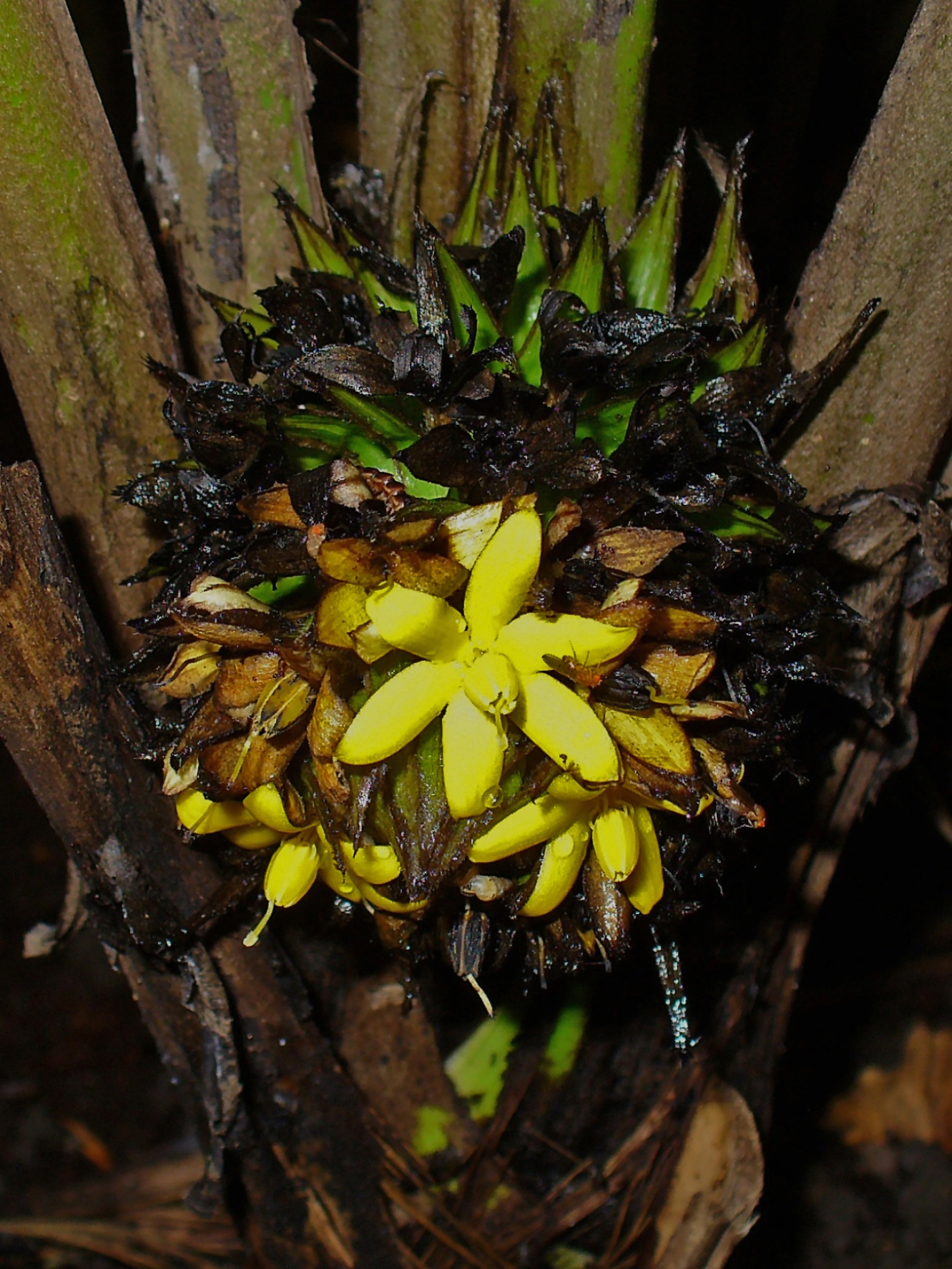
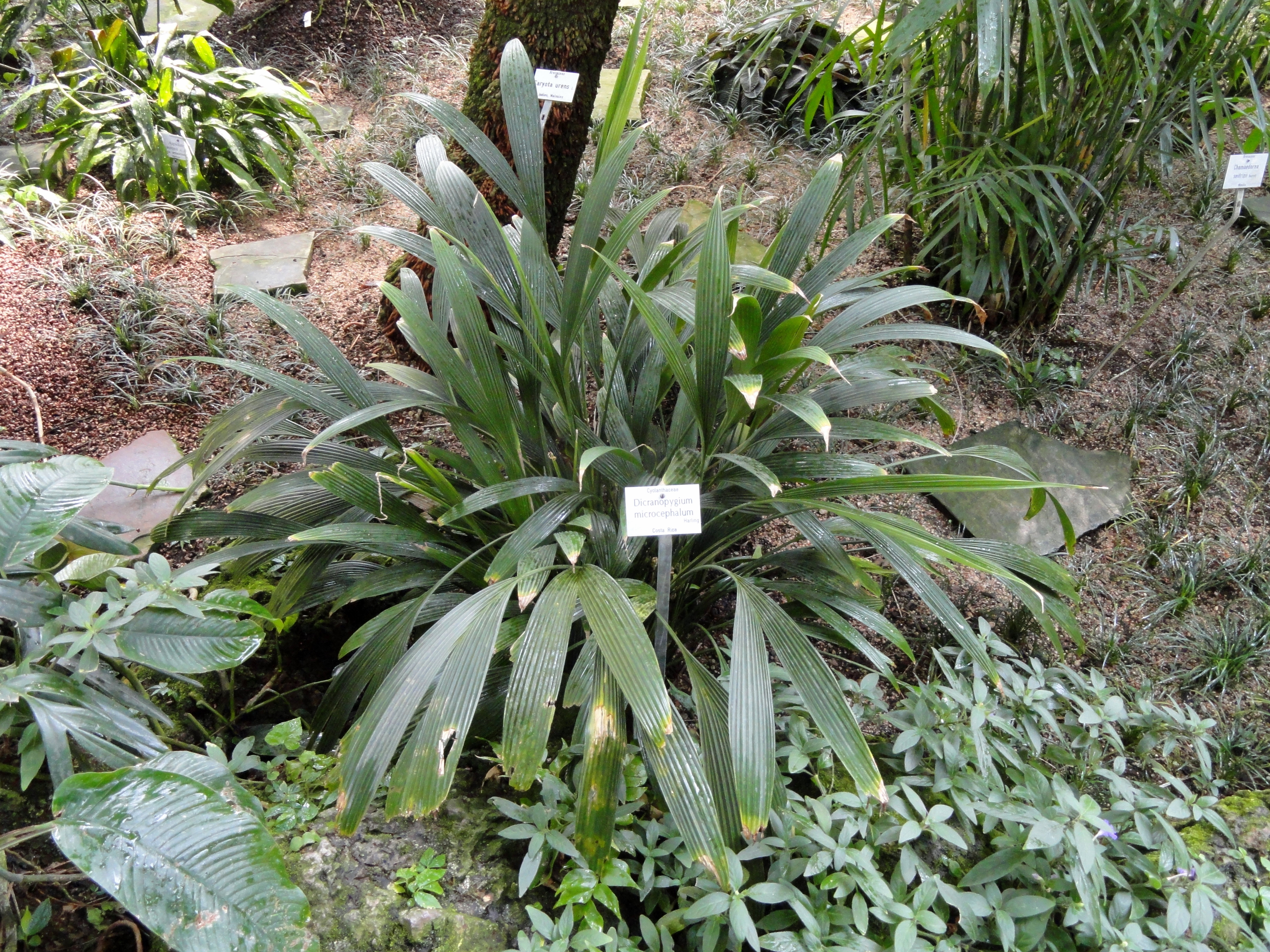